# Шотани (Валча)
Шотани (рум. Șotani) насеље је у Румунији у округу Валча у општини Фартацешти. Oпштина се налази на надморској висини од 247 m.

## Становништво
Према подацима из 2002. године у насељу је живело 165 становника, од којих су сви румунске националности.